# روسلين (نيويورك)
روسلين (بالإنجليزية: Roslyn, New York)‏ هي بلدة تقع في الولايات المتحدة في نيويورك (ولاية). يقدر عدد سكانها وترتفع عن سطح البحر 300 متر.

## أعلام
- بروس تشيلتون
- جون أوردرونو
- روي ميسينغ
- دان لوري
- إلمر إف. بينيت
- كارول كريست
- هنري كلاي فريك الثاني
- والاس ماركفيلد
- توماس تابر الثاني
- كريس موراي